# Kirlian Camera
Kirlian Camera — дарквейв-группа из Италии.

## История
Группа была основана в 1980 году Анжело Бергамини и стала одним из первых итальянских синти-поп коллективов. Вскоре Kirlian Camera стала первой итальянской группой, заключившей контракт с Virgin Records.
В течение 90-х музыка Kirlian Camera обрела более мрачное звучание, и музыканты ушли от синти-попа, характерного для их ранних работ. В 1993 году группа заключила контракт с немецкой звукозаписывающей компанией Discordia. В 1995 году был записан EP «Obsession» (вместе с группой Dive).
За всю историю команды её состав постоянно менялся, и единственным постоянным участником коллектива является его основатель Анжело Бергамини. В 1999 году к группе присоединилась вокалистка Елена Фосси, и с тех пор состав остаётся относительно стабильным.

## Дискография

### Студийные альбомы
- 1983 — It Doesn’t Matter Now (LP 12", A.T.G.)
- 1988 — Eclipse Das Schwarze Denkmal (LP/MC, Rose Rosse Records)
- 1991 — Todesengel The Fall Of Life (CD/Picture Disc, Heaven’s Gate)
- 1995 — Solaris The Last Corridor (CD, Discordia)
- 1996 — Pictures From Eternity (CD/LP, Discordia/Triton)
- 1999 — Unidentified Light (CD, Triton)
- 2000 — Still Air [Aria Immobile] (CD, E.N.D.E. Radio Luxor / SPV)
- 2004 — Invisible front 2005 (CD, Trisol)
- 2006 — Coroner’s Sun (CD, Trisol)
- 2009 — Shadow Mission HELD V (CD-LP, Out of Line)
- 2011 — Nightglory (CD-LP, Out of line- Rough Trade)
- 2013 — Eclipse (Das Schwarze Denkmal)
- 2013 — Black Summer Choirs (BOX — CD, Out Of Line)

### Синглы и EP
- 1980 — Dawn (MC, No label)
- 1981 — Kirlian Camera (Vinile 12", Italian Records)
- 1982 — Passing Masks (Vinile 12", Quadrangolo Mirabile s.d.f.)
- 1983 — Communicate (Vinile 12", Memory Records — Disc 8)
- 1984 — Edges (LP 12", Italian Records — ZYX)
- 1985 — Blue Room (LP 12", Italian Records/EMI — ZYX)
- 1986 — Ocean (Vinile 7", Virgin Records)
- 1986 — Human/Ocean (LP 12", Virgin Records — ZYX (with Human League))
- 1987 — Heldenplatz (Vinile 7"/12"/12" promo, Virgin Records)
- 1988 — Austria (Vinile 7"/12", Rose Rosse Records)
- 1992 — Shmerz (CD/Vinile 7", Discordia)
- 1993 — Kirlian Camera/Andromeda Complex Split (CD, Heaven’s Gate)
- 1994 — Eklipse Zwei [Eclipse Part 2] (CD, Discordia)
- 1994 — Erinnerung (CD, Discordia)
- 1995 — Obsession (CD, Discordia/Triton)
- 1996 — Your Face in the Sun (CD, Discordia)
- 1997 — The Desert Inside (CD/Picture Disc, Triton)
- 1998 — Drifting (CD, Nova Tekk — Metropolis)
- 1999 — The Burning Sea (CD, Triton)
- 2001 — Absentee (CD, E.N.D.E. Radio Luxor / SPV)
- 2002 — Uno (CD, E.N.D.E. Radio Luxor)
- 2004 — Berliner Messe (Vinile 7", Small Voices)
- 2011 — Ghlóir Ar An Oiche (CD, Out Of Line)
- 2012 — Immortal (CD, Out Of Line)

### Сборники
- 1998 — The Ice Curtain (CD, Nova Tekk)
- 2009 — Odyssey Europe (CD, Out of Line)
- 2010 — Not of This World (CD, Trisol)

### Концертные альбомы
- 1999 — Ascension (CD, No label)
- 2003 — Field of Sunset [Kirlian Camera/Siderartica Split] (MCD, Field of Sunset)
- 2003 — Live in London [Kirlian Camera/Stalingrad](CD, United Gladiators Inc.)
- 2004 — Praha 2004 June 26th (Vinile 7")